# Eriopyga rubicundula
Eriopyga rubicundula är en fjärilsart som beskrevs av William Schaus 1911. Eriopyga rubicundula ingår i släktet Eriopyga och familjen nattflyn. Inga underarter finns listade i Catalogue of Life.